# Roman Čechmánek
Roman Čechmánek (2. března 1971 Chrudim – 11. listopadu 2023 Všemina) byl český hokejový brankář a trenér. Stal se olympijským vítězem, trojnásobným mistrem světa a několikanásobným vítězem české a československé nejvyšší hokejové soutěže.

## Kariéra
V NHL odchytal ve čtyřech sezónách za týmy Philadelphia Flyers a Los Angeles Kings celkem 212 zápasů. Byl držitelem William M. Jennings Trophy. V historické tabulce gólmanů s nejlepším brankovým průměrem je společně s Tinym Thompsonem na pátém místě (2,08 branky na zápas). Hráčskou kariéru ukončil v roce 2009 a o čtyři roky později se stal asistentem trenéra prvního mužstva SHK Hodonín. V roce 2015 trénoval prvoligovou juniorku Vsetína. V sezóně 2016/2017 přijal nabídku pozice hlavního trenéra A-týmu HC Bobři Valašské Meziříčí. V průběhu sezóny 2017/2018 přešel v rámci stejné ligy do týmu SHK Hodonín, tentokrát jako hlavní trenér, odkud byl odvolán v srpnu 2018. Od roku 2019 byl trenérem univerzitního týmu zlínské Univerzity Tomáše Bati UTB Zlín hrající EUHL.

## Podnikání
Po skončení hráčské kariéry se věnoval podnikání, obchodoval s vínem, nemovitostmi a v roce 2013 si založil ve Zlíně vlastní minipivovar. Podnikání se však nedařilo, v září 2014 byl na Čechmánkův majetek prohlášen konkurs. V únoru 2015 bylo do konkursu věřiteli úspěšně přihlášeno 52 pohledávek v celkové výši 75 milionů Kč, další čtyři pohledávky v celkové výši 26 milionů Kč byly ve výzvě. V souvislosti s pohledávkami za stavbu minipivovaru byl Čechmánek v únoru 2017 obviněn z podvodu, později byl i obžalován. Podle obvinění si dodavatele na stavbu minipivovaru najal, když už byl ve finančních potížích a věděl, že jim nebude moci zaplatit. Na zlínské pobočce brněnského krajského soudu jej v květnu 2018 zprostili obžaloby, protože se podle soudu nepodařilo prokázat v Čechmánkově jednání úmysl. Státní zástupce se odvolal. Po několika vráceních věci olomouckým vrchním soudem byl však v dubnu 2022 ve Zlíně za podvod odsouzen k tříletému trestu odnětí svobody s podmíněným odkladem na zkušební dobu pěti let. Vrchní soud v Olomouci v červnu 2023 tento trest pravomocně potvrdil.

## Úmrtí
Zemřel 11. listopadu 2023 ve věku 52 let. Jednalo se o náhlé úmrtí, bez známek života ho v pronajatém apartmánu na Všemině na Zlínsku našel jeho syn. Zdravotní pitva prokázala, že Čechmánek nespáchal sebevraždu a na jeho smrti se nepodílel ani žádný další člověk.

## Ocenění a úspěchy
- 1994 Postup s týmem TJ Zbrojovka Vsetín do ČHL
- 1995 ČHL – Nejlepší brankář
- 1995 ČHL – Nejvyšší úspěšnost zákroků
- 1995 ČHL – Nejvíce vítězných odchytaných zápasů
- 1996 ČHL – Nejlepší brankář
- 1997 ČHL – Nejlepší brankář
- 1997 ČHL – Nejnižší průměr inkasovaných branek
- 1997 ČHL – Nejvyšší úspěšnost zákroků
- 1997 ČHL – Nejvíce vítězných odchytaných zápasů
- 1997 ČHL – Nejlepší hráč v playoff
- 1998 ČHL – Nejlepší brankář
- 1998 ČHL – Nejnižší průměr inkasovaných branek
- 1998 ČHL – Nejvíce čistých kont
- 1998 EHL – Nejlepší brankář
- 1999 ČHL – Nejlepší brankář
- 1999 ČHL – Nejnižší průměr inkasovaných branek
- 2000 MS – All-Star Tým
- 2000 MS – Nejlepší brankář
- 2001 NHL – All-Star Game
- 2001 NHL – Nejnižší průměr inkasovaných branek
- 2001 NHL – All-Star Tým
- 2003 NHL – William M. Jennings Trophy
- 2007 ČHL – Nejvyšší úspěšnost zákroků v playoff
- 2007 MS – Top tří hráčů v týmu
- 2024 Klub legend české extraligy[17]

## Prvenství

### ČHL
- Debut – 16. září 1994 (HC Olomouc proti HC Dadák Vsetín)
- První inkasovaný gól – 16. září 1994 (HC Olomouc proti HC Dadák Vsetín, českým útočníkem Alešem Zimou)
- První vychytaná nula – 7. října 1994 (HC Dadák Vsetín proti HC Interconex Plzeň)

### NHL
- Debut – 17. října 2000 (Philadelphia Flyers proti Ottawa Senators)
- První inkasovaný gól – 17. října 2000 (Philadelphia Flyers proti Ottawa Senators, českým útočníkem Radkem Bonkem)
- První vychytaná nula – 4. listopadu 2000 (Philadelphia Flyers proti Buffalo Sabres)

## Statistiky

### Základní části
| Sezona       | Tým                     | Liga         | Z   | V   | P   | R  | Pvp | MIN    | OG  | ČK | POG  | %ChS |
| ------------ | ----------------------- | ------------ | --- | --- | --- | -- | --- | ------ | --- | -- | ---- | ---- |
| 1988–89      | TJ Gottwaldov           | ČSHL-20      | 35  | —   | —   | —  | —   | —      | —   | —  | 3,43 | —    |
| 1988–89      | TJ Gottwaldov           | ČSHL         | 1   | 0   | 0   | 0  | —   | 13     | 0   | 0  | 0,00 | 100  |
| 1989–90      | TJ Zlín                 | ČSHL         | 2   | 0   | 0   | 0  | —   | 89     | 5   | 0  | 3,37 | 87,5 |
| 1990–91      | ASD Dukla Jihlava       | ČSHL         | 9   | —   | —   | —  | —   | 447    | 18  | 2  | 2,42 | 90,9 |
| 1991–92      | TJ DS Olomouc           | ČSHL         | 13  | —   | —   | —  | —   | 731    | 54  | 0  | 4,43 | —    |
| 1991–92      | AC ZPS Zlín             | ČSHL         | 2   | 0   | 1   | 0  | —   | 67     | 8   | 0  | 7,73 | —    |
| 1991–92      | TJ Baník Hodonín        | 1.ČSHL       | —   | —   | —   | —  | —   | —      | —   | —  | —    | —    |
| 1992–93      | TJ Baník Hodonín        | 1.ČSHL       | —   | —   | —   | —  | —   | —      | —   | —  | —    | —    |
| 1993–94      | TJ Zbrojovka Vsetín     | 1.ČHL        | 41  | —   | —   | —  | —   | —      | —   | —  | 1,43 | —    |
| 1994–95      | HC Dadák Vsetín         | ČHL          | 41  | 21  | 12  | 8  | —   | 2413   | 98  | 5  | 2,44 | 92,3 |
| 1995–96      | HC Dadák Vsetín         | ČHL          | 36  | 22  | 9   | 5  | —   | 2081   | 76  | 4  | 2,19 | 92,1 |
| 1996–97      | HC Petra Vsetín         | ČHL          | 48  | 31  | 11  | 6  | —   | 2760   | 100 | 3  | 2,17 | 92,9 |
| 1997–98      | HC Petra Vsetín         | ČHL          | 41  | 26  | 11  | 4  | —   | 2245   | 77  | 8  | 2,06 | 93,4 |
| 1998–99      | HC Slovnaft Vsetín      | ČHL          | 36  | 22  | 4   | 10 | —   | 2155   | 67  | 3  | 1,87 | 93,8 |
| 1999–00      | HC Slovnaft Vsetín      | ČHL          | 37  | 20  | 10  | 7  | —   | 2141   | 88  | 2  | 2,47 | 92,4 |
| 2000–01      | Philadelphia Flyers     | NHL          | 59  | 35  | 15  | 6  | —   | 3431   | 115 | 10 | 2,01 | 92,1 |
| 2000–01      | Philadelphia Phantoms   | AHL          | 3   | 1   | 1   | 0  | —   | 160    | 3   | 0  | 1,12 | 96,9 |
| 2001–02      | Philadelphia Flyers     | NHL          | 46  | 24  | 13  | 6  | —   | 2603   | 89  | 4  | 2,05 | 92,1 |
| 2002–03      | Philadelphia Flyers     | NHL          | 58  | 33  | 15  | 10 | —   | 3350   | 102 | 6  | 1,83 | 92,5 |
| 2003–04      | Los Angeles Kings       | NHL          | 49  | 18  | 21  | 6  | —   | 2701   | 113 | 5  | 2,51 | 90,6 |
| 2004–05      | Vsetínská Hokejová      | ČHL          | 35  | 15  | 18  | 2  | —   | 1974   | 88  | 3  | 2,67 | 92,2 |
| 2005–06      | HC Energie Karlovy Vary | ČHL          | 12  | 4   | 7   | 1  | —   | 594    | 29  | 1  | 2,93 | 91,5 |
| 2005–06      | Hamburg Freezers        | DEL          | 27  | —   | —   | —  | —   | 1535   | 66  | 3  | 2,58 | 90,9 |
| 2006–07      | Linköpings HC           | SEL          | 26  | 10  | 11  | 4  | —   | 1490   | 67  | 0  | 2,70 | 90,5 |
| 2006–07      | HC Oceláři Třinec       | ČHL          | 6   | 4   | 2   | —  | 0   | 371    | 12  | 0  | 1,94 | 94,8 |
| 2007–08      | HC Oceláři Třinec       | ČHL          | 18  | 4   | 14  | —  | 0   | 977    | 53  | 0  | 3,25 | 91,6 |
| 2008–09      | HC Oceláři Třinec       | ČHL          | 34  | 16  | 18  | —  | 0   | 1823   | 99  | 2  | 3,26 | 91,6 |
| Celkem v ČHL | Celkem v ČHL            | Celkem v ČHL | 344 | 185 | 116 | 43 | 0   | 19 534 | 787 | 31 | 2,41 | 92,6 |
| Celkem v NHL | Celkem v NHL            | Celkem v NHL | 212 | 110 | 64  | 28 | —   | 12 086 | 419 | 25 | 2,08 | 91,9 |

### Play-off
| Sezona       | Tým                 | Liga         | Z  | V  | P  | MIN  | OG  | ČK | POG  | %ChS |
| ------------ | ------------------- | ------------ | -- | -- | -- | ---- | --- | -- | ---- | ---- |
| 1991–92      | AC ZPS Zlín         | ČSHL         | 1  | —  | —  | —    | —   | 0  | 4,74 | 86,4 |
| 1994–95      | HC Dadák Vsetín     | ČHL          | 11 | 9  | 2  | 609  | 24  | 1  | 2,36 | 92,4 |
| 1995–96      | HC Dadák Vsetín     | ČHL          | 13 | 12 | 1  | 783  | 17  | 2  | 1,30 | 95,7 |
| 1996–97      | HC Petra Vsetín     | ČHL          | 10 | 9  | 1  | 602  | 10  | 2  | 1,00 | 96,6 |
| 1997–98      | HC Petra Vsetín     | ČHL          | 10 | 9  | 1  | 600  | 16  | 1  | 1,60 | 94,7 |
| 1998–99      | HC Slovnaft Vsetín  | ČHL          | 11 | 8  | 3  | 675  | 22  | 1  | 1,96 | 92,6 |
| 1999–00      | HC Slovnaft Vsetín  | ČHL          | 9  | 6  | 3  | 543  | 15  | 3  | 1,66 | 94,4 |
| 2000–01      | Philadelphia Flyers | NHL          | 6  | 2  | 4  | 347  | 18  | 0  | 3,12 | 89,1 |
| 2001–02      | Philadelphia Flyers | NHL          | 4  | 1  | 3  | 227  | 7   | 1  | 1,85 | 93,6 |
| 2002–03      | Philadelphia Flyers | NHL          | 13 | 6  | 7  | 867  | 31  | 2  | 2,14 | 90,9 |
| 2005–06      | Hamburg Freezers    | DEL          | 6  | 2  | 4  | 366  | 17  | 0  | 2,78 | 91,0 |
| 2006–07      | HC Oceláři Třinec   | ČHL          | 9  | 5  | 4  | 569  | 20  | 0  | 2,11 | 94,3 |
| Celkem v ČHL | Celkem v ČHL        | Celkem v ČHL | 73 | 58 | 15 | 4381 | 124 | 10 | 1,70 | 94,5 |
| Celkem v NHL | Celkem v NHL        | Celkem v NHL | 23 | 9  | 14 | 1440 | 56  | 3  | 2,33 | 90,9 |

### Reprezentace
| Rok                       | Tým                       | Soutěž                    | Z  | V  | P  | R | MIN  | OG | ČK | POG  | %ChS |
| ------------------------- | ------------------------- | ------------------------- | -- | -- | -- | - | ---- | -- | -- | ---- | ---- |
| 1989                      | Československo 18         | MEJ                       | 6  | —  | —  | — | 319  | 16 | 0  | 3,01 | —    |
| 1991                      | Československo 20         | MSJ                       | 3  | —  | —  | — | 151  | 5  | —  | 1,99 | —    |
| 1995                      | Česko                     | MS                        | 1  | 0  | 1  | 0 | 60   | 4  | 0  | 4,00 | 90,2 |
| 1997                      | Česko                     | MS                        | 8  | 5  | 3  | 0 | 479  | 17 | 0  | 2,13 | 92,9 |
| 1998                      | Česko                     | MS                        | 2  | 2  | 0  | 0 | 108  | 3  | 0  | 1,68 | 92,9 |
| 1999                      | Česko                     | MS                        | 5  | 3  | 1  | 0 | 197  | 8  | 1  | 2,44 | 90,0 |
| 2000                      | Česko                     | MS                        | 8  | 7  | 1  | 0 | 480  | 16 | 1  | 2,00 | 92,5 |
| 2004                      | Česko                     | MS                        | 1  | 1  | 0  | 0 | 60   | 1  | 0  | 1,00 | 94,4 |
| 2007                      | Česko                     | MS                        | 7  | 3  | 4  | — | 418  | 18 | 0  | 2,58 | 89,4 |
| Juniorská kariéra celkově | Juniorská kariéra celkově | Juniorská kariéra celkově | 9  | —  | —  | — | 470  | 21 | —  | 2,68 | —    |
| Seniorská kariéra celkově | Seniorská kariéra celkově | Seniorská kariéra celkově | 32 | 21 | 10 | 0 | 1802 | 67 | 2  | 2,23 | —    |

Pozn.: Na mistrovství světa 1999 naskočil v rozhodujícím prodlouženém utkání proti Kanadě na samotné nájezdy. Do statistik mu sice bylo utkání započteno, ale výhra byla započtena do statistik Milanu Hniličkovi, který odchytal celý zápas.